# 刺蓋太陽魚屬
刺蓋太陽魚屬（英語： /ˈkrɒpi, ˈkræpi/）又叫莓鱸屬，是日鲈目太陽魚科下的一個屬，為分佈於北美洲落基山脉以东流域的小型肉食性淡水辐鳍鱼（但有時候也吃植物），共有黑莓鱸和白莓鱸兩種。

## 命名
拉丁文學名Pomoxis來自希臘語：（蓋子）、（尖銳）。英語俗名“crappie”來自加拿大法語“crapet”，指的就是太陽魚科的魚類；此外，其英语俗名還包括papermouths、strawberry bass、speckled bass、specks（密歇根州常用）、speckled perch、white perch、crappie bass、calico bass（美國中東部）、sac-a-lait（路易斯安那州，意思是奶袋）、Oswego bass。

## 下属物种
本属包括以下物种：
- 白刺蓋太陽魚 Pomoxis annularis Rafinesque, 1818：又稱白莓鱸。
- Pomoxis lanei Hibbard, 1936
- 黑斑刺蓋太陽魚 Pomoxis nigromaculatus (Lesueur, 1829)：又稱黑莓鱸。

## 捕捉
黑莓鱸是一種很常見的遊釣魚，在冬天也很活躍，因此也是冰钓的對象之一。現在釣到的最大的黑莓鱸世界紀錄為2.47（5.4磅）；而白莓鱸為2.35（5.2磅）。

## 擴展閱讀
- Ellis, Jack. . Bennington, VT: Abenaki Publishers, Inc. 1993. ISBN 0-936644-17-6.
- Rice, F. Philip. . New York: Harper Row. 1964.
- Rice, F. Philip. . New York: Stackpole Books. 1984. ISBN 0-943822-25-4.
- Malo, John. . Minneapolis, Minnesota: Dillon Press Inc. 1981. ISBN 0-87518-208-9.
- Nelson, Gary; Martin, Richard; Sutton, Keith (1991). Panfishing. Minneapolis, MN: North American Fishing Club. ISBN 0-914697-37-4.